# Songs from the North I, II & III
| Críticas profissionais | Críticas profissionais |
| Avaliações da crítica  | Avaliações da crítica  |
| Fonte                  | Avaliação              |
| ---------------------- | ---------------------- |
| AllMusic               | [ 1 ]                  |
| PopMatters             | positiva               |
| Sputnikmusic           | [ 3 ]                  |
| AngryMetalGuy          | [ 4 ]                  |
| Metal Injection        | positiva               |

Songs from the North I, II & III é o sexto álbum de estúdio da banda finlandesa de doom metal melódico Swallow the Sun. O álbum foi lançado em 13 de novembro de 2015 pela Century Media Records, sendo o primeiro trabalho da banda nessa gravadora. O álbum foi gravado na Finlândia no Sound Supreme Studios (Hämeenlinna), no Electric Fox Studios (Vaajakoski) e no Noisework Studios (Helsinque).
A obra é constituída por três discos denominados respectivamente Gloom (melancolia), Beauty (beleza) e Despair (desespero). O primeiro vem sendo descrito pela crítica musical como parecido com o álbum anterior Emerald Forest and the Blackbird (2012), alternando vocais limpos e guturais, bem como alternando instrumentos elétricos e momentos acústicos. O segundo disco é completamente acústico e só com vocais limpos. As coordenadas geográficas presentes no título da faixa instrumental "66°50'N, 28°40'E" são do município de Salla da Lapônia, província finlandesa. O terceiro disco é o mais pesado, lento e obscuro dos três e vem sendo associado ao subgênero funeral doom metal.
Desde o mês anterior ao lançamento do álbum, as faixas "Heartstrings Shattering", "Pray for the Winds to Come" e "Abandoned by the Light" tiveram videoclipes de suas letras lançados respectivamente. No dia do lançamento do álbum, também foi lançado o videoclipe oficial da faixa "Rooms and Shadows", dirigido por Vesa Ranta (ex-baterista do Sentenced).
Dentre as participações especiais da gravação do álbum, está Aleah Stanbridge (vocalista do Trees of Eternity) na faixa "Heartstrings Shattering". É a terceira vez consecutiva que Aleah participou de um álbum do Swallow the Sun. Nathan Ellis, vocalista do Daylight Dies, é responsável pela narrativa na faixa "Empires of Loneliness".

## Lista de faixas
| Disco 1 - Gloom |                                                |         |  |
| N.º             | Título                                         | Duração |  |
| 1.              | "With You Came the Whole of the World's Tears" | 09:03   |  |
| 2.              | "10 Silver Bullets"                            | 07:12   |  |
| 3.              | "Rooms and Shadows"                            | 07:20   |  |
| 4.              | "Heartstrings Shattering"                      | 07:41   |  |
| 5.              | "Silhouettes"                                  | 05:56   |  |
| 6.              | "The Memory of Light"                          | 06:17   |  |
| 7.              | "Lost & Catatonic"                             | 07:07   |  |
| 8.              | "From Happiness to Dust"                       | 08:39   |  |
| Duração total:  | Duração total:                                 | 59:15   |  |

| Disco 2 - Beauty |                                     |         |  |
| N.º              | Título                              | Duração |  |
| 1.               | "The Womb of Winter" (instrumental) | 03:35   |  |
| 2.               | "The Heart of a Cold White Land"    | 04:47   |  |
| 3.               | "Away"                              | 05:22   |  |
| 4.               | "Pray for the Winds to Come"        | 05:28   |  |
| 5.               | "Songs from the North"              | 05:16   |  |
| 6.               | "66°50'N, 28°40'E" (instrumental)   | 06:42   |  |
| 7.               | "Autumn Fire"                       | 05:46   |  |
| 8.               | "Before the Summer Dies"            | 05:37   |  |
| Duração total:   | Duração total:                      | 42:33   |  |

| Disco 3 - Despair |                                 |         |  |
| N.º               | Título                          | Duração |  |
| 1.                | "The Gathering of Black Moths"  | 13:00   |  |
| 2.                | "7 Hours Late"                  | 10:02   |  |
| 3.                | "Empires of Loneliness"         | 11:02   |  |
| 4.                | "Abandoned by the Light"        | 08:48   |  |
| 5.                | "The Clouds Prepare for Battle" | 09:05   |  |
| Duração total:    | Duração total:                  | 51:57   |  |

## Créditos

### Integrantes
- Juha Raivio - guitarra
- Matti Honkonen - baixo
- Markus Jämsen	- guitarra
- Aleksi Munter	- teclado
- Mikko Kotamäki - vocal
- Juuso Raatikainen - bateria

### Participações
- Aleah Stanbridge - vocal feminino em "Heartstrings Shattering"
- Jaani Peuhu - vocal de apoio
- Kaisa Vala - vocal feminino em "Songs from the North"
- Sarah Elisabeth Wohlfahrt - vocal feminino em "The Memory of Light" e "Lost & Catatonic"
- Nathan Ellis - narração em "Empires of Loneliness"

### Miscelânea
- Juha Raivio - letras, composição, gravação (guitarra), mixagem (disco 1)
- Hiili Hiilesmaa - gravação, mixagem (disco 3)
- Tuomas Kokko - gravação, mixagem (disco 2)
- Aleksi Munter - gravação, direção de arte, layout, fotografia
- Hannu Honkonen - gravação (assistente)
- Jaani Peuhu - produção e gravação dos vocais, mixagem do disco 2
- Pietari Pyykönen - gravação dos vocais (adicional)
- Svante Forsbäck - Masterização
- Patrick W. Engel - Masterização do violino
- Kaisa Vala - gravação dos vocais
- Birger Nießen	- gravação dos vocais de Sarah Elisabeth Wohlfahrt
- Rami Mursula - trabalho artístico, logotipo
- Aleah Stanbridge - arte da capa, fotografia
- Indrek Päri - fotografia (adicional)
- Jussi Ratilainen - fotografia (banda)
- Alexandra Lisiecki - fotografia (banda)
- Antti Makkonen - fotografia (banda)